# Pat Fritz

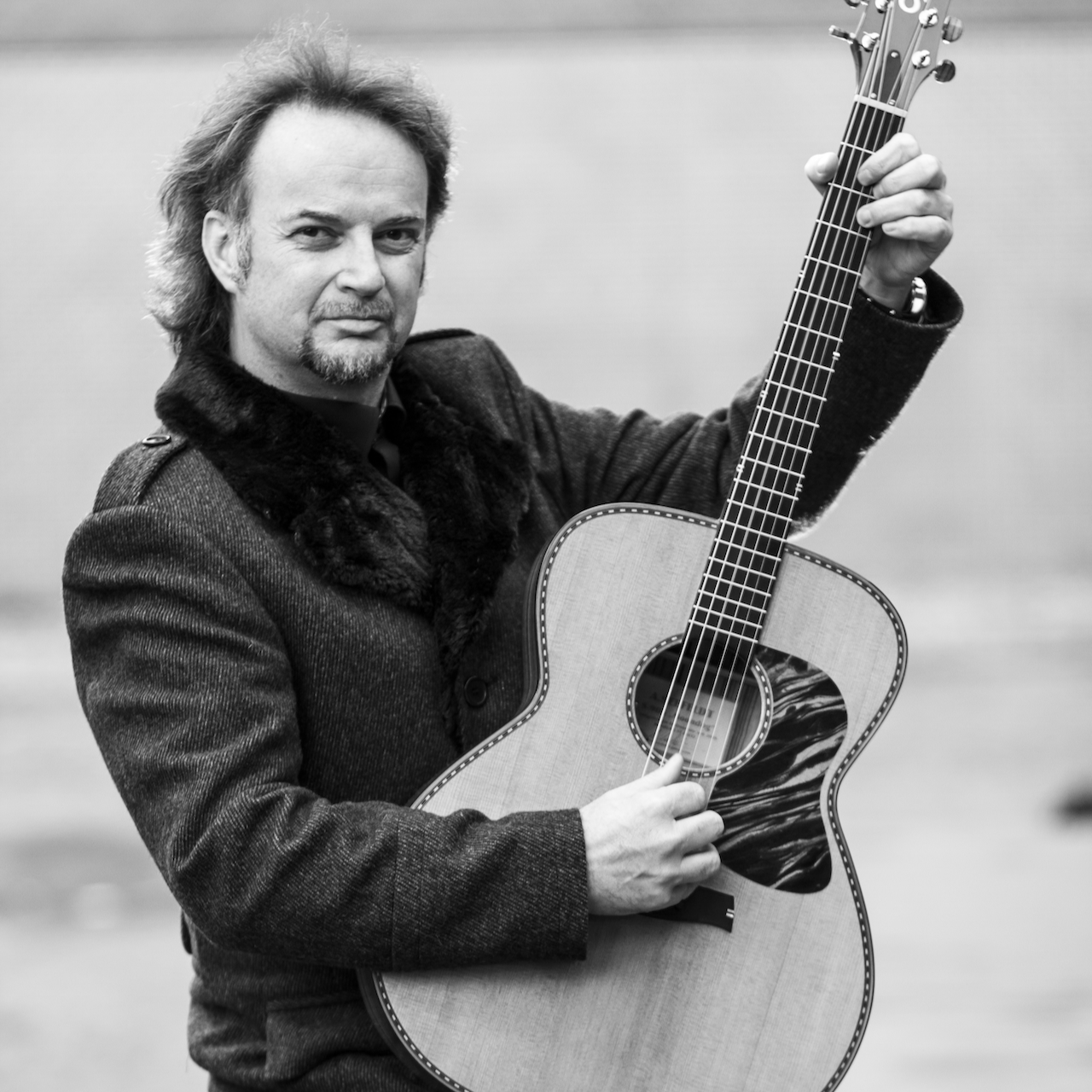
Pat Fritz (2015)

Pat Fritz (* 8. Mai 1964 in Rastatt) ist ein deutscher Musiker, der sowohl solo als auch mit seiner Band auftritt.

## Leben
Fritz ist seit 1990 als Musiker tätig. Er trat als Singer-Songwriter mit Gitarre im Radio und Fernsehen, auf Festivals und im Theater auf. Er war von 2001 bis 2007 Leadsänger in Angie’s Nightclub auf der Reeperbahn. Er spielte für Chris de Burgh, Marshall & Alexander, Gustav Peter Wöhler, Kim Sanders, Roger Cicero und weitere Künstler.
Am 21. Oktober 2005 bekam er eine Goldene Schallplatte der Plattenfirma edel music für den Song „Someday“. Der von ihm geschriebene Song hatte sich in einer Version von Marshall & Alexander mehr als 100.000 Mal verkauft.
Als Musiker begleitet Fritz den Schauspieler Ralf Bauer bei seinem Bühnenprogramm „Bauer in Love“, in dem Bauer unter anderem Goethe, Erich Fried und Joachim Ringelnatz rezitiert.
Fritz lebt seit 2000 in Hamburg. Fritz ist das jüngste von fünf Geschwistern.

## Diskografie
- 2024 – Best of Pat Fritz & Guests (CD-Album) bei FRITZCARRALDO
- 2018 – Mojo (Singleauskopplung) auf Music Promotion Network
- 2017 – Car Ride (CD-Album) bei FRITZCARRALDO LC 19787 und Timezone Records Vertrieb
- 2013 – Unplugged in Concert (Live-DVD) bei HOTROCK RECORDS
- 2012 – Life is good bei HOTROCK RECORDS
- 2011 – The way to go bei FRITZCARRALDO
- 2010 – Bauer sucht Christkind bei FRITZCARRALDO
- 2009 – Miami Beach bei fritzmusic
- 2008 – Bluer than blue bei fritzmusic
- 2004 – Pour femmes bei FÜRDICH RECORDS
- 2002 – Acoustelectric bei fritzmusic
- 1994 – Runaway MAXI bei fritzmusic
- 1997 – Acoustic Loop bei fritzmusic
- 1993 – Keep on moving bei Indigo
- 1990 – Live bei FREE ELECTRIC WORLD

## Band
- Pat Fritz: Akustikgitarre, Leadgesang
- Lars Plogschties: Drums
- Stefan Endrigkeit: Bass
- Joachim Schlüter: E-Gitarre